# العلاقات البولندية الميكرونيسية
العلاقات البولندية الميكرونيسية هي العلاقات الثنائية التي تجمع بين بولندا وولايات ميكرونيسيا المتحدة.

## مقارنة بين البلدين
هذه مقارنة عامة ومرجعية للدولتين:
| وجه المقارنة                                              | بولندا                                                                             | ولايات ميكرونيسيا المتحدة |
| --------------------------------------------------------- | ---------------------------------------------------------------------------------- | ------------------------- |
| المساحة (كم2)                                             | 312.68 ألف                                                                         | 702                       |
| عدد السكان (نسمة)                                         | 38.43 مليون                                                                        | 105.54 ألف                |
| الكثافة السكانية (ن./كم²)                                 | 122.91                                                                             | 15.03 ألف                 |
| العاصمة                                                   | وارسو                                                                              | باليكير                   |
| اللغة الرسمية                                             | اللغة البولندية                                                                    | لغة إنجليزية              |
| العملة                                                    | زلوتي بولندي                                                                       | دولار أمريكي              |
| الناتج المحلي الإجمالي (بليون دولار)                      | 524.51 مليار                                                                       | 336.43 مليون              |
| الناتج المحلي الإجمالي (تعادل القوة الشرائية) بليون دولار | 1.02 تريليون                                                                       | 365.27 مليون              |
| الناتج المحلي الإجمالي الاسمي للفرد دولار أمريكي          | 12.55 ألف                                                                          | 3.02 ألف                  |
| الناتج المحلي الإجمالي للفرد دولار أمريكي                 | 26.14 ألف                                                                          |                           |
| مؤشر التنمية البشرية                                      | 0.843                                                                              | 0.640                     |
| رمز المكالمات الدولي                                      | +48                                                                                | +691                      |
| رمز الإنترنت                                              | .pl                                                                                | .fm                       |
| المنطقة الزمنية                                           | توقيت وسط أوروبا، ت ع م+01:00، ت ع م+02:00، أوروبا/وارسو ‏، توقيت وسط أوروبا الصيفي |                           |

## منظمات دولية مشتركة
يشترك البلدان في عضوية مجموعة من المنظمات الدولية، منها:
| علم المنظمة | اسم المنظمة                        | تاريخ انضمام بولندا | تاريخ انضمام ولايات ميكرونيسيا المتحدة |
| ----------- | ---------------------------------- | ------------------- | -------------------------------------- |
|             | مؤسسة التنمية الدولية              | 28 أكتوبر 1960      | 24 يونيو 1993                          |
|             | يونسكو                             | 6 نوفمبر 1946       | 19 أكتوبر 1999                         |
|             | وكالة ضمان الاستثمار متعدد الأطراف | 29 يونيو 1990       | 11 أغسطس 1993                          |
|             | الأمم المتحدة                      | 24 أكتوبر 1945      | 17 سبتمبر 1991                         |
|             | البنك الدولي للإنشاء والتعمير      | 27 يونيو 1986       | 24 يونيو 1993                          |
|             | الاتحاد الدولي للاتصالات           | 1921                | 18 مارس 1993                           |
|             | منظمة حظر الأسلحة الكيميائية       | ?                   | ?                                      |
|             | مؤسسة التمويل الدولية              | 29 ديسمبر 1987      | 24 يونيو 1993                          |

## وصلات خارجية
- موقع وزارة الخارجية البولندية